# Speed Factory Racing
Speed Factory Racing est une écurie de sport automobile espagnole fondée en 2008.

## Histoire
Speed Factory Racing a été formé par le pilote de rallye lituanien Dalius Steponavicius en 2008 avec comme objectif d'aider et de préparer les pilotes de course à l'endurance.
De 2008 à fin 2014, Speed Factory Racing a participé au championnat Radical European Masters et la remporté trois fois au classement des pilotes (2008, 2009, 2012).
En 2015, avec son nouveau partenaire,  les Lettons du SVK Racing, l'écurie Speed Factory Racing s'est inscrite au championnat European Le Mans Series en LMP3 avec comme voiture une Ginetta LMP3-Nissan.
En 2016, toujours en European Le Mans Series, l'écurie passe de la Ginetta LMP3 à la Ligier JS P3.
En 2017, malgré les difficultés de l'écurie rencontré pour la composition de son équipage durant la saison 2016 avec des changements de pilotes en cours et le faible programme d’essais qui ont affecté les performances globales de l’écurie, elle s'engagea de nouveau pour une nouvelle participation au championnat European Le Mans Series.
En 2018, comme pour les saisons précédentes, l'écurie maintient son engagement en European Le Mans Series.
En 2019, malgré l'annonce de l'écurie qu'il participerait pour la cinquième saison consécutive au European Le Mans Series, elle n'apparait pas sur la liste provisoire publiée par l'ACO. Nous retrouvons néanmoins l'écurie dans le nouveau championnat, l'Ultimate Cup Series,,.

## Résultats en compétition automobile

### European Le Mans Series
| Année | Classe | no | Châssis      | Moteur                      | 1                 | 2                 | 3                 | 4                 | 5                 | 6                 | Points | Classement |
| ----- | ------ | -- | ------------ | --------------------------- | ----------------- | ----------------- | ----------------- | ----------------- | ----------------- | ----------------- | ------ | ---------- |
| 2015  | LMP3   | 5  | Ginetta LMP3 | Nissan VK50VE 5,0 l V8 Atmo | SIL gén:21 cls:4  | IMO gén:21 cls:2  | RBR Abd.          | LEC gén:22 cls:3  | ESTgén:23 cls:4   |                   | 57     | 3e         |
| 2016  | LMP3   | 5  | Ligier JS P3 | Nissan VK50VE 5,0 l V8 Atmo | SIL Abd.          | IMO Abd.          | RBR gén:29 cls:13 | LEC gén:32 cls:14 | SPAAbd.           | EST               | 1      | 20e        |
| 2017  | LMP3   | 5  | Ligier JS P3 | Nissan VK50VE 5,0 l V8 Atmo | SIL gén:32 cls:15 | MON gén:33 cls:16 | RBR gén:24 cls:10 | LEC gén:27 cls:9  | SPA Abd.          | POR gén:26 cls:12 | 4.5    | 15e        |
| 2018  | LMP3   | 5  | Ligier JS P3 | Nissan VK50VE 5,0 l V8 Atmo | LEC gén:36 cls:16 | MON gén:19 cls:6  | RBR gén:23 cls:6  | SIL Abd.          | SPA gén:27 cls:10 | POR gén:14 cls:4  | 29     | 9e         |

## Pilotes
- Timur Boguslavskiy (2017 - 2018)
- Konstantīns Calko (en) (2015)
- Aleksey Chuklin (en) (2018)
- Alain Costa (2016)
- Álvaro Fontes (2016)
- Jesús Fuster (2015 - 2016)
- John Hartshorne (2016)
- Tom Jackson (2016)
- Jürgen Krebs (2017)
- Giorgio Maggi (2017)
- Dainius Matijošaitis (2015)
- Tim Müller (2017)
- Mirco van Oostrum (2015)
- Kevin O'Hara (2016)
- Daniel Polley (2016)
- Danil Pronenko (2018)
- Kim Rødkjær (2016)
- Tristan Viidas (2017)